# Roger Schutz
Roger Schutz, född Roger Louis Schutz, ofta kallad Broder Roger (på franska: frère Roger), född 12 maj 1915 i Provence, Schweiz; död 16 augusti 2005 i Taizé, Saône-et-Loire, Frankrike, var en schweizisk protestant som grundade den ekumeniska Kommuniteten i Taizé, känd för sin speciella gudstjänstform och för sin musik.

## Hans liv
Roger Schutz var son till Karl Ulrich Schütz och Amélie Henriette Schütz-Marsauche, och yngst av nio syskon. 1937-1940 studerade han kalvinistisk teologi i Strasbourg och Lausanne. 1940 företog han en cykelresa från Genève till Taizé i Frankrike, som då var ockuperat av tyskarna. Schutz gömde undan utsatta personer, bland annat judar, från den tyska ockupationsarmén och hjälpte dem att ta sig över gränsen till säkerheten i Schweiz. 1942 tvingades han att fly efter att den nazistvänliga Vichyregimen fått tips om hans förehavanden av en angivare. 1944 tog han sig tillbaka och då följde tre bröder som delade hans kallelse med. De tog då också hand om barn som kriget hade gjort föräldralösa och tyska krigsfångar. Själva kommuniteten startades först under påsken 1949, då sju bröder samtidigt avlade sina löften.
Under hela sitt liv verkade Schutz för att ena de skilda kristna kyrkorna, och var särskilt angelägen om ungdomarna. Under Andra Vatikankonciliet hade han goda kontakter med påven Johannes XXIII, som ledde konciliets första session 1962-1963. 1974 hölls ett koncilium i Taizé, och sedan dess hävdade Schutz att påven på något sätt kunde ses som universellt överhuvud för samtliga kristna. Han fick Unescos pris för fredsutbildning 1988.
Vid Johannes Paulus II:s begravning tog Schutz emot nattvarden av den dåvarande kardinalen Joseph Ratzinger, fastän han var protestant. Detta gav upphov till spekulationer över hela världen; somliga ville se det som att kyrkorna tog ett steg närmre varandra. Detta kommenterades i juli 2005 av Vatikanens talesman Joaquin Navarro Valls som hävdade att Schutz befunnit sig i kön till nattvardsbordet av misstag, och att denne inte var av åsikten att nattvard borde kunna tas över samfundsgränserna även om han delade katolska kyrkans syn på nattvarden i sig.

## Mordet på Broder Roger
Den 16 augusti 2005 mördades broder Roger, då 90 år gammal, i Taizé inför tusentals besökares ögon under kvällsbönen, av den 36-åriga kvinnan Luminiţa Ruxandra Solcan från Iași i Rumänien. Hon var psykiskt sjuk och var sedan många år känd i rumänska kyrkor för att störa ordningen genom att skrika. Hon vistades i Taizé en vecka i juni och blev avvisad därifrån. Hon köpte en kniv dagen före mordet och smög sig in i Taizé igen. När fem minuter hade gått av kvällsbönen tog hon sig fram till broder Roger och högg honom till döds med flera hugg mot strupen. Så fort hon utfört dådet omhändertogs hon av besökare och bröder tills polisen kom.

## Bilder

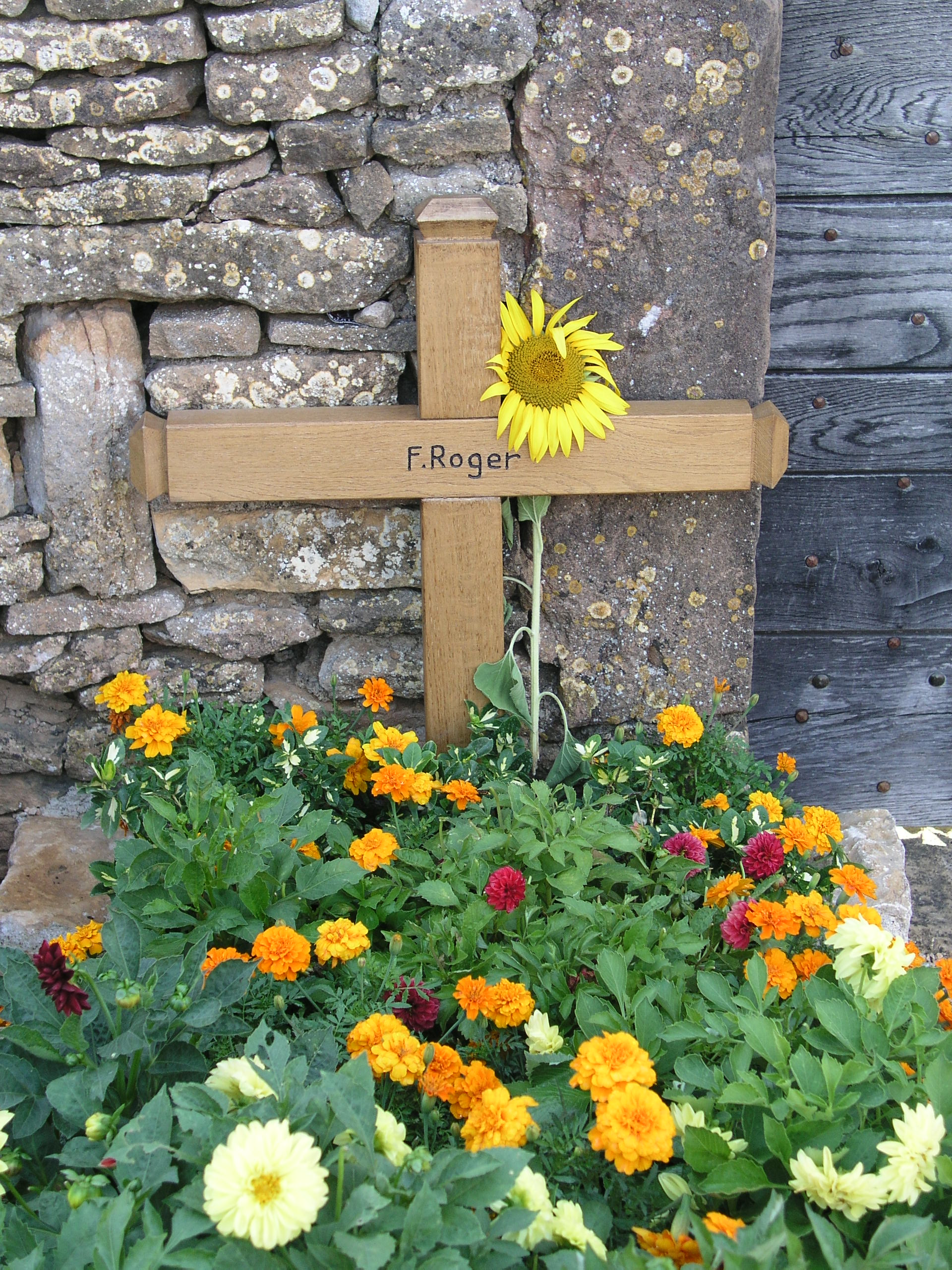
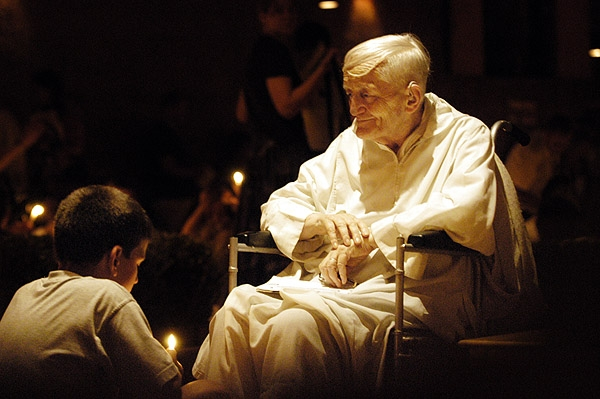